# Gauche unitaire européenne (1994-1995)
Le groupe confédéral de la Gauche unitaire européenne (GUE) est un groupe politique du Parlement européen  qui regroupe des partis de gauche, de tendance socialiste ou communiste de 1994 à 1995.

## Histoire
Le groupe confédéral de la Gauche unitaire européenne est formé le 19 juillet 1994. Il est composé de députés de la Gauche unie d'Espagne (y compris le Parti communiste d'Espagne), du Synaspismós grec, du Parti communiste français, du Parti communiste portugais, du Parti communiste de Grèce et du Parti de la refondation communiste d'Italie.
En 1995, l'élargissement de l'Union européenne conduit à la création de la Gauche verte nordique, composée de députés de l'Alliance de la gauche finlandaise, du Parti de gauche suédois et du Parti populaire socialiste danois. L'Alliance de la Gauche verte nordique fusionne avec le groupe confédéral de la Gauche unitaire européenne le 6 janvier 1995. Le nouveau groupe se nomme le groupe confédéral de la Gauche unitaire européenne/Gauche verte nordique.